# Liste der Monuments historiques in Futeau
Die Liste der Monuments historiques in Futeau führt die Monuments historiques in der französischen Gemeinde Futeau auf.

## Liste der Objekte
| Bezeichnung               | Beschreibung                                            | Standort                                   | Kennzeichnung | Schutzstatus | Datum | Bild |
| ------------------------- | ------------------------------------------------------- | ------------------------------------------ | ------------- | ------------ | ----- | ---- |
| Gemälde Heilung des Tobit | Ölfarbe auf Eichenholz, 17. Jahrhundert; 2002 gestohlen | in der Kirche Nativité-de-la-Vierge (Lage) | PM55001867    | Inscrit      | 1992  |      |
| Skulptur Heiliger Georg   | Holz, farbig gefasst, 18. Jahrhundert                   | in der Kirche Nativité-de-la-Vierge (Lage) | PM55001866    | Inscrit      | 1991  |      |
| Glocke                    | Bronze, 1774 gegossen                                   | in der Kirche Nativité-de-la-Vierge (Lage) | PM55001868    | Inscrit      | 1993  |      |